# خوسيه فاغاردو
خوسيه فاغاردو هو ملحن كوبي، ولد في 1919، وتوفي في 2001.

## وصلات خارجية
- خوسيه فاغاردو على موقع ميوزك برينز (الإنجليزية)
- خوسيه فاغاردو على موقع ديسكوغز (الإنجليزية)